# Mateusz Taciak
Mateusz Taciak (Kórnik, 19 de junio de 1984) es un ciclista polaco que fue profesional entre 2009 y 2020.
En mayo de 2020 anunció su retirada.

## Palmarés
2007
- 1 etapa del Tour de Alsacia
- 3.º en el Campeonato de Polonia Contrarreloj

2008
- 3.º en el Campeonato de Polonia Contrarreloj
- Tour de Gévaudan Languedoc-Roussillon

2009
- Memoriał Andrzeja Trochanowskiego
- 1 etapa del Bałtyk-Karkonosze Tour
- 3.º en el Campeonato de Polonia Contrarreloj

2011
- 1 etapa de la Vuelta al Lago Qinghai

2012
- Dookoła Mazowsza

2013
- 3.º en el Campeonato de Polonia Contrarreloj
- Bałtyk-Karkonosze Tour

2014
- Szlakiem Grodów Piastowskich
- 3.º en el Campeonato de Polonia Contrarreloj

2015
- 1 etapa del Bałtyk-Karkonosze Tour

2016
- Bałtyk-Karkonosze Tour, más 1 etapa
- Tour de Malopolska
- 3.º en el Campeonato de Polonia Contrarreloj

2018
- 2 etapas del Bałtyk-Karkonosze Tour
- Szlakiem Walk Majora Hubala

2019
- 3.º en el Campeonato de Polonia en Ruta